# ISketch
- iSketch

iSketch es un juego en línea de dibujo para todas las edades basado en Internet, similar al Pictionary. Los jugadores se turnan para dibujar una palabra o tema (usando un ratón o una tableta gráfica), mientras los demás intentan adivinar. Las posibilidades vienen en más de 20 idiomas y más de 200 temas, con rangos de dificultad diversos. Aparte de los cuartos de juego clásicos, los jugadores pueden crear cuartos personalizados donde ellos diseñan las particularidades del juego según sus necesidades y seleccionan listas de palabras o reglas no estándar. También se facilita a los jugadores un 'estudio' privado donde pueden practicar y compartir sus dibujos con otros.
Poco común entre los juegos en línea, el juego está libre de publicidad agresiva y no se requiere registro para jugar. Es recomendable leer las reglas del juego previamente. En general, la mentalidad del jugador es social: el cumplimiento de las reglas está mayoritariamente controlado por los mismos jugadores, y no es raro que surjan comunidades de jugadores desde algunas salas.

## iSketch HD
El juego ha recibido numerosas actualizaciones, la más reciente fue la más grande de todas, ya que en ésta se maximizó la pantalla de juego a un 75% de la página total visible, se colocaron nuevos colores y se resolvieron algunos problemas de conexión que no permitían que algunos jugadores se conectaran a la red del juego, además de que se eliminó una función que se presentaba cuando ganaba un jugador, la cual era muy molesta y ralentizaba al ordenador.